# Camping World Watkins Glen Grand Prix de 2008
Camping World Watkins Glen Grand Prix de 2008 foi a décima corrida da temporada de 2008 da IndyCar Series. A corrida foi disputada no dia  6 de julho no Watkins Glen International, localizado na cidade de Watkins Glen, Nova Iorque. O vencedor foi o estadunidense Ryan Hunter-Reay, da equipe Rahal Letterman Racing.

## Pilotos e Equipes
| Nº | Piloto               | Equipe                     | Chassis | Motor | Pneu |
| -- | -------------------- | -------------------------- | ------- | ----- | ---- |
| 2  | A. J. Foyt IV        | Vision Racing              | Dallara | Honda | F    |
| 3  | Hélio Castroneves    | Team Penske                | Dallara | Honda | F    |
| 4  | Vitor Meira          | Panther Racing             | Dallara | Honda | F    |
| 5  | Oriol Servià (R)     | KV Racing Technology       | Dallara | Honda | F    |
| 6  | Ryan Briscoe         | Team Penske                | Dallara | Honda | F    |
| 7  | Danica Patrick       | Andretti-Green Racing      | Dallara | Honda | F    |
| 8  | Will Power (R)       | KV Racing Technology       | Dallara | Honda | F    |
| 9  | Scott Dixon          | Chip Ganassi Racing        | Dallara | Honda | F    |
| 10 | Dan Wheldon          | Chip Ganassi Racing        | Dallara | Honda | F    |
| 11 | Tony Kanaan          | Andretti-Green Racing      | Dallara | Honda | F    |
| 14 | Darren Manning       | A. J. Foyt Enterprises     | Dallara | Honda | F    |
| 15 | Buddy Rice           | Dreyer & Reinbold Racing   | Dallara | Honda | F    |
| 17 | Ryan Hunter-Reay     | Rahal Letterman Racing     | Dallara | Honda | F    |
| 18 | Bruno Junqueira      | Dale Coyne Racing          | Dallara | Honda | F    |
| 19 | Mario Moraes (R)     | Dale Coyne Racing          | Dallara | Honda | F    |
| 20 | Ed Carpenter         | Vision Racing              | Dallara | Honda | F    |
| 23 | Townsend Bell        | Dreyer & Reinbold Racing   | Dallara | Honda | F    |
| 24 | John Andretti        | Roth Racing                | Dallara | Honda | F    |
| 26 | Marco Andretti       | Andretti-Green Racing      | Dallara | Honda | F    |
| 27 | Hideki Mutoh (R)     | Andretti-Green Racing      | Dallara | Honda | F    |
| 33 | E. J. Viso (R)       | HVM Racing                 | Dallara | Honda | F    |
| 34 | Jaime Câmara (R)     | Conquest Racing            | Dallara | Honda | F    |
| 36 | Enrique Bernoldi (R) | Conquest Racing            | Dallara | Honda | F    |
| 96 | Mario Domínguez (R)  | Pacific Coast Motorsports  | Dallara | Honda | F    |
| 02 | Justin Wilson (R)    | Newman/Haas/Lanigan Racing | Dallara | Honda | F    |
| 06 | Graham Rahal (R)     | Newman/Haas/Lanigan Racing | Dallara | Honda | F    |

- (R) - Rookie

## Resultados

### Treino classificatório
| Treino classificatório - 5 de julho | Treino classificatório - 5 de julho | Treino classificatório - 5 de julho | Treino classificatório - 5 de julho | Treino classificatório - 5 de julho | Treino classificatório - 5 de julho | Treino classificatório - 5 de julho | Treino classificatório - 5 de julho | Treino classificatório - 5 de julho |
| Pos.                                | Nº                                  | Piloto                              | Equipe                              | Q1                                  | Q1                                  | Q2                                  | Q3                                  |                                     |
| Pos.                                | Nº                                  | Piloto                              | Equipe                              | Grupo 1                             | Grupo 2                             | Q2                                  | Q3                                  |                                     |
| ----------------------------------- | ----------------------------------- | ----------------------------------- | ----------------------------------- | ----------------------------------- | ----------------------------------- | ----------------------------------- | ----------------------------------- | ----------------------------------- |
| 1                                   | 6                                   | Ryan Briscoe                        | Team Penske                         |                                     | 1:29.8485                           | 1:29.3527                           | 1:29.3456                           |                                     |
| 2                                   | 02                                  | Justin Wilson (R)                   | Newman/Haas/Lanigan Racing          |                                     | 1:29.9808                           | 1:29.2544                           | 1:29.3804                           |                                     |
| 3                                   | 17                                  | Ryan Hunter-Reay                    | Rahal Letterman Racing              |                                     | 1:30.1855                           | 1:29.9757                           | 1:29.6355                           |                                     |
| 4                                   | 9                                   | Scott Dixon                         | Chip Ganassi Racing                 |                                     | 1:30.1494                           | 1:29.5743                           | 1:29.6776                           |                                     |
| 5                                   | 5                                   | Oriol Servià (R)                    | KV Racing Technology                | 1:30.7608                           |                                     | 1:29.9530                           | 1:29.7068                           |                                     |
| 6                                   | 11                                  | Tony Kanaan                         | Andretti-Green Racing               | 1:30.6044                           |                                     | 1:29.5724                           | 1:29.9938                           |                                     |
| 7                                   | 26                                  | Marco Andretti                      | Andretti-Green Racing               | 1:31.0299                           |                                     | 1:29.9968                           |                                     |                                     |
| 8                                   | 14                                  | Darren Manning                      | A. J. Foyt Enterprises              | 1:30.6445                           |                                     | 1:30.0474                           |                                     |                                     |
| 9                                   | 10                                  | Dan Wheldon                         | Chip Ganassi Racing                 | 1:30.7040                           |                                     | 1:30.0567                           |                                     |                                     |
| 10                                  | 4                                   | Vitor Meira                         | Panther Racing                      |                                     | 1:30.1152                           | 1:30.1172                           |                                     |                                     |
| 11                                  | 18                                  | Bruno Junqueira                     | Dale Coyne Racing                   | 1:30.4443                           |                                     | 1:30.6213                           |                                     |                                     |
| 12                                  | 8                                   | Will Power (R)                      | KV Racing Technology                |                                     | 1:29.8548                           | 1:32.8542                           |                                     |                                     |
| 13                                  | 19                                  | Mario Moraes (R)                    | Dale Coyne Racing                   |                                     | 1:30.3409                           |                                     |                                     |                                     |
| 14                                  | 7                                   | Danica Patrick                      | Andretti-Green Racing               |                                     | 1:30.5647                           |                                     |                                     |                                     |
| 15                                  | 33                                  | E. J. Viso (R)                      | HVM Racing                          |                                     | 1:30.6885                           |                                     |                                     |                                     |
| 16                                  | 36                                  | Enrique Bernoldi (R)                | Conquest Racing                     |                                     | 1:31.0196                           |                                     |                                     |                                     |
| 17                                  | 15                                  | Buddy Rice                          | Dreyer & Reinbold Racing            | 1:31.0470                           |                                     |                                     |                                     |                                     |
| 18                                  | 06                                  | Graham Rahal (R)                    | Newman/Haas/Lanigan Racing          | 1:31.2402                           |                                     |                                     |                                     |                                     |
| 19                                  | 96                                  | Mario Domínguez (R)                 | Pacific Coast Motorsports           | 1:31.3614                           |                                     |                                     |                                     |                                     |
| 20                                  | 27                                  | Hideki Mutoh (R)                    | Andretti-Green Racing               | 1:31.4704                           |                                     |                                     |                                     |                                     |
| 21                                  | 20                                  | Ed Carpenter                        | Vision Racing                       |                                     | 1:32.2381                           |                                     |                                     |                                     |
| 22                                  | 2                                   | A. J. Foyt IV                       | Vision Racing                       | 1:32.8496                           |                                     |                                     |                                     |                                     |
| 23                                  | 34                                  | Jaime Câmara (R)                    | Conquest Racing                     | 1:34.5517                           |                                     |                                     |                                     |                                     |
| 24                                  | 24                                  | Jay Howard (R)                      | Roth Racing                         |                                     | 1:35.0154                           |                                     |                                     |                                     |
| 25                                  | 23                                  | Milka Duno                          | Dreyer & Reinbold Racing            |                                     | 1:36.0330                           |                                     |                                     |                                     |
| 26                                  | 3                                   | Hélio Castroneves                   | Team Penske                         | sem tempo                           |                                     |                                     |                                     |                                     |
| Relatório                           |                                     |                                     |                                     |                                     |                                     |                                     |                                     |                                     |

- (R) - Rookie

### Corrida
| Corrida - 6 de julho | Corrida - 6 de julho | Corrida - 6 de julho | Corrida - 6 de julho       | Corrida - 6 de julho | Corrida - 6 de julho | Corrida - 6 de julho | Corrida - 6 de julho | Corrida - 6 de julho |
| Pos                  | Nº                   | Piloto               | Equipe                     | Voltas               | Tempo                | Largada              | Voltas na Liderança  | Pontos               |
| -------------------- | -------------------- | -------------------- | -------------------------- | -------------------- | -------------------- | -------------------- | -------------------- | -------------------- |
| 1                    | 17                   | Ryan Hunter-Reay     | Rahal Letterman Racing     | 60                   | 1:54:01.1795         | 3                    | 9                    | 50                   |
| 2                    | 14                   | Darren Manning       | A. J. Foyt Enterprises     | 60                   | +2.4009              | 8                    | 10                   | 40                   |
| 3                    | 11                   | Tony Kanaan          | Andretti-Green Racing      | 60                   | +4.1054              | 6                    | 0                    | 35                   |
| 4                    | 15                   | Buddy Rice           | Dreyer & Reinbold Racing   | 60                   | +4.8111              | 17                   | 0                    | 32                   |
| 5                    | 26                   | Marco Andretti       | Andretti-Green Racing      | 60                   | +5.3132              | 7                    | 0                    | 30                   |
| 6                    | 18                   | Bruno Junqueira      | Dale Coyne Racing          | 60                   | +5.8084              | 11                   | 0                    | 28                   |
| 7                    | 19                   | Mario Moraes (R)     | Dale Coyne Racing          | 60                   | +8.6248              | 13                   | 0                    | 26                   |
| 8                    | 6                    | Graham Rahal (R)     | Newman/Haas/Lanigan Racing | 60                   | +9.4563              | 18                   | 0                    | 24                   |
| 9                    | 27                   | Hideki Mutoh (R)     | Andretti-Green Racing      | 60                   | +10.1785             | 20                   | 0                    | 22                   |
| 10                   | 33                   | E. J. Viso (R)       | HVM Racing                 | 60                   | +10.8602             | 15                   | 0                    | 20                   |
| 11                   | 9                    | Scott Dixon          | Chip Ganassi Racing        | 60                   | +11.0455             | 4                    | 0                    | 19                   |
| 12                   | 6                    | Ryan Briscoe         | Team Penske                | 60                   | +11.5953             | 1                    | 37                   | 21                   |
| 13                   | 96                   | Mario Domínguez (R)  | Pacific Coast Motorsports  | 60                   | +12.7773             | 19                   | 0                    | 17                   |
| 14                   | 7                    | Danica Patrick       | Andretti-Green Racing      | 60                   | +26.6599             | 14                   | 0                    | 16                   |
| 15                   | 4                    | Will Power (R)       | KV Racing Technology       | 60                   | +38.1033             | 12                   | 0                    | 15                   |
| 16                   | 3                    | Hélio Castroneves    | Team Penske                | 59                   | +1 volta             | 26                   | 0                    | 14                   |
| 17                   | 20                   | Ed Carpenter         | Vision Racing              | 59                   | +1 volta             | 21                   | 0                    | 13                   |
| 18                   | 34                   | Jaime Câmara (R)     | Conquest Racing            | 51                   | Contato              | 23                   | 0                    | 12                   |
| 19                   | 2                    | A. J. Foyt IV        | Vision Racing              | 47                   | Contato              | 22                   | 0                    | 12                   |
| 20                   | 23                   | Milka Duno           | Dreyer & Reinbold Racing   | 45                   | Contato              | 25                   | 0                    | 12                   |
| 21                   | 36                   | Enrique Bernoldi (R) | Conquest Racing            | 44                   | Contato              | 16                   | 0                    | 12                   |
| 22                   | 4                    | Vitor Meira          | Panther Racing             | 38                   | Contato              | 10                   | 4                    | 12                   |
| 23                   | 5                    | Oriol Servià (R)     | KV Racing Technology       | 38                   | Mecânico             | 5                    | 0                    | 12                   |
| 24                   | 10                   | Dan Wheldon          | Chip Ganassi Racing        | 19                   | Voltas               | 9                    | 0                    | 12                   |
| 25                   | 2                    | Justin Wilson (R)    | Newman/Haas/Lanigan Racing | 16                   | Mecânico             | 2                    | 0                    | 10                   |
| 26                   | 24                   | Jay Howard (R)       | Roth Racing                | 15                   | Mecânico             | 12                   | 0                    | 10                   |
| Relatório            |                      |                      |                            |                      |                      |                      |                      |                      |

- (R) - Rookie